# Kelliella sumatrana
Kelliella sumatrana is een tweekleppigensoort uit de familie van de Kelliellidae. De wetenschappelijke naam van de soort is voor het eerst geldig gepubliceerd in 1931 door Thiele & Jaeckel.